# U.S. Bombs
A U.S. Bombs amerikai punkegyüttes. Duane Peters és Kerry Martinez alapították 1993-ban, a kaliforniai Orange megyében. Karrierjük nagy részében a következő volt a felállás: Duane Peters, Kerry Martinez, Wade Walston basszusgitáros és Chip Hanna dobos. Az együttes zenéjére a The Clash, a Heartbreakers, a Ramones, a Flyboys, a Chelsea, a Stiff Little Fingers, a Shane MacGowan & the Popes, a Sham 69, a The Flys és a The Ruts hatottak.

## Tagok
Jelenlegi tagok
- Duane Peters
- Brandon Meunier
- Philip Barber
- Dave Barbee

Korábbi tagok
- Kerry Martinez
- Wade Walston
- Chip Hanna
- Jonny "Two Bags" Wickersham
- Curt Gove
- Jamie Reidling
- Miguel Angel Hernandez
- Alex Gomez
- Steve Reynolds
- Chuck Briggs
- Heiko Schrepel
- Jack Dalrymple
- Nate Shaw
- Andy Dahill
- Zander Schloss
- Charley Marshall
- Ace Von Johnson
- Nate Sponsler
- Benny Rapp III
- Steve Davis
- Mikey Jak

## Diszkográfia
- Put Strength in the Final Blow (1995, 1999-ben újból kiadták)
- Garibaldi Guard! (1996)
- Never Mind the Opened Minds (1997)
- War Birth (1997)
- The World (1999)
- Back at the Laundromat (2001)
- Covert Action (2003)
- Put Strength in the Final Blow: The Disaster Edition (2003)
- We Are the Problem (2006)
- Road Case (2018)